# Sousel
Sousel ist eine Kleinstadt (Vila) und ein Kreis (Concelho) in Portugal mit 1783 Einwohnern (Stand 19. April 2021).

## Geschichte
Der heutige Ort entstand im 13. Jahrhundert, im Zuge der Siedlungspolitik nach der abgeschlossenen Reconquista in Portugal. Erstmals offiziell erwähnt wurde der Landstrich von Sousel in der von König D.Dinis ausgestellten Stadtrechtsurkunde für Estremoz im Jahr 1285. Gelegentlich wird Nuno Álvares Pereira (1360–1431) die eigentliche Ortsgründung zugeschrieben, nachdem ihm König D.João I. für seine Verdienste eine Reihe Ländereien gab, darunter 1408 das Gebiet von Sousel.
Erste Stadtrechte erhielt Sousel 1515 durch König D.Manuel I., und im 17. Jahrhundert wurde es Sitz eines eigenständigen Kreises. Im Verlauf der Verwaltungsreformen nach der Liberalen Revolution 1822 wurde der Kreis aufgelöst und wiederhergestellt. Seit 1898 besteht der heutige Kreis mit seinen vier Gemeinden.

## Kultur und Sehenswürdigkeiten
Zu den Baudenkmälern zählen u. a. Steinbrunnen, Herrenhäuser, historische öffentliche Gebäude und Sakralbauten, etwa die Hauptkirche Igreja Paroquial de Sousel (auch Igreja de Nossa Senhora da Graça) aus dem 16. Jahrhundert. Auch der historische Ortskern steht als Ganzes unter Denkmalschutz.
Das Projeto Museu dos Cristos ist ein sich weiter im Aufbau befindendes Museum für sakrale Kunst, insbesondere seine Sammlung an Kruzifixen ist zu nennen. Ein weiterer Kulturort ist die städtische Bibliothek (Biblioteca Municipal).

## Verwaltung

### Kreis
Sousel ist Verwaltungssitz eines gleichnamigen Kreises. Die Nachbarkreise sind (im Uhrzeigersinn im Norden beginnend): Avis, Fronteira, Estremoz, Arraiolos sowie Mora.
Die folgenden vier Gemeinden (Freguesias) liegen im Kreis Sousel:

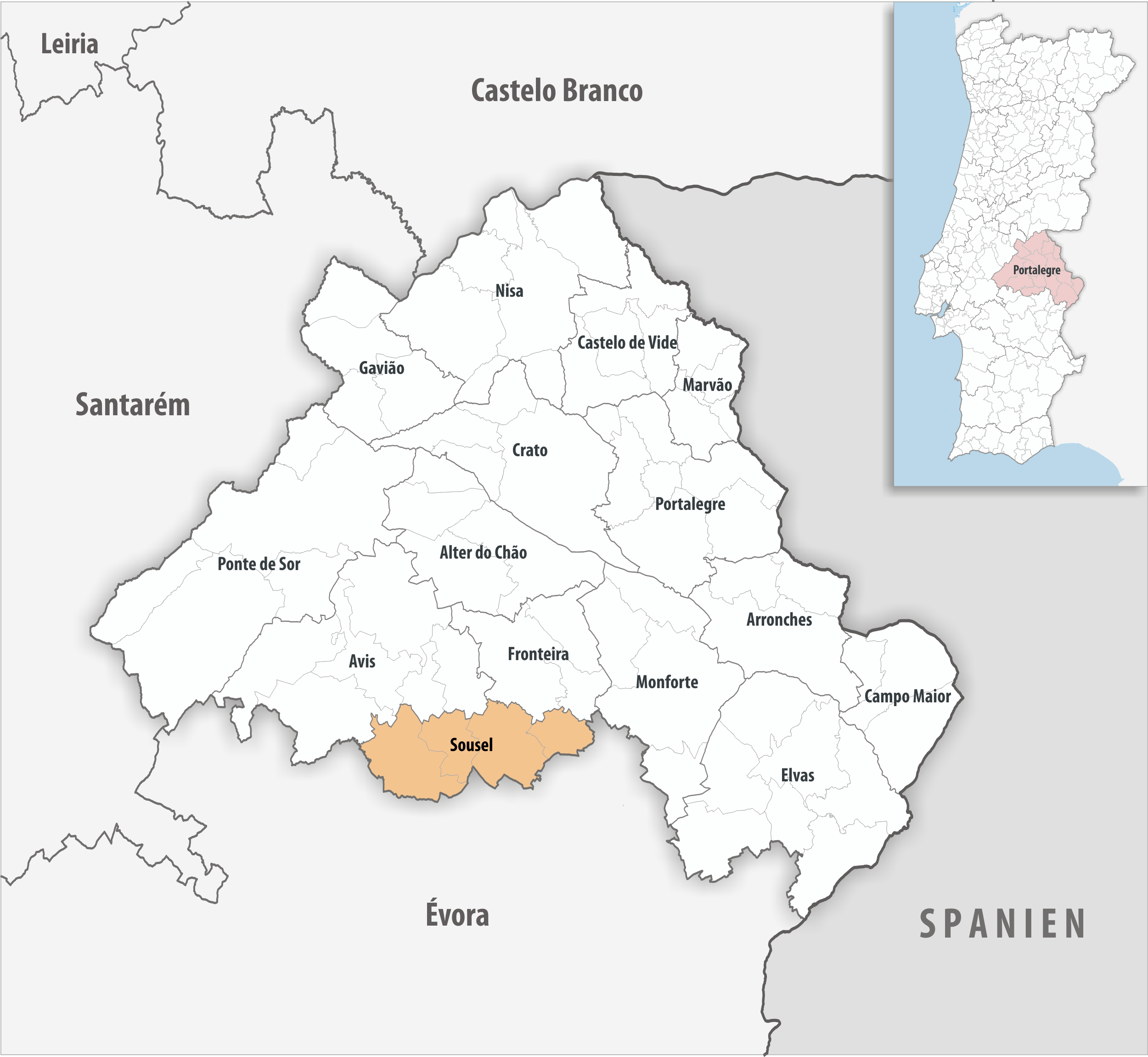
Kreis Sousel

| Gemeinde     | Einwohner (2021) | Fläche km² | Dichte Einw./km² | LAU- Code |
| ------------ | ---------------- | ---------- | ---------------- | --------- |
| Cano         | 1.057            | 49,43      | 21               | 121501    |
| Casa Branca  | 981              | 101,00     | 10               | 121502    |
| Santo Amaro  | 539              | 39,61      | 14               | 121503    |
| Sousel       | 1.783            | 89,28      | 20               | 121504    |
| Kreis Sousel | 4.360            | 279,32     | 16               | 1215      |

### Bevölkerungsentwicklung
| Einwohnerzahl des Kreises Sousel (1801–2004) | Einwohnerzahl des Kreises Sousel (1801–2004) | Einwohnerzahl des Kreises Sousel (1801–2004) | Einwohnerzahl des Kreises Sousel (1801–2004) | Einwohnerzahl des Kreises Sousel (1801–2004) | Einwohnerzahl des Kreises Sousel (1801–2004) | Einwohnerzahl des Kreises Sousel (1801–2004) | Einwohnerzahl des Kreises Sousel (1801–2004) | Einwohnerzahl des Kreises Sousel (1801–2004) |
| -------------------------------------------- | -------------------------------------------- | -------------------------------------------- | -------------------------------------------- | -------------------------------------------- | -------------------------------------------- | -------------------------------------------- | -------------------------------------------- | -------------------------------------------- |
| 1801                                         | 1849                                         | 1900                                         | 1930                                         | 1960                                         | 1981                                         | 1991                                         | 2001                                         | 2004                                         |
| 1492                                         | 4627                                         | 5906                                         | 8531                                         | 10578                                        | 7259                                         | 6150                                         | 5780                                         | 5579                                         |

### Kommunaler Feiertag
- Ostermontag

### Städtepartnerschaften
- São Tomé und Príncipe: Guadalupe (seit 1993)
- Frankreich: La Chapelle-Heulin, Département Loire-Atlantique (seit 1993)
- Bulgarien: Gorna Orjachowiza (in Anbahnung)
- Frankreich: Romorantin-Lanthenay (in Anbahnung)[8]

## Verkehr
Über die Bahnlinie Ramal de Portalegre war der Ort bis zur Streckenstilllegung 1990 an das Eisenbahnnetz des Landes angebunden.
Die Nationalstraße N245 führt zum 20 km südlich gelegenen Estremoz und den dortigen Anschluss an die Autobahn A6.
Private Busunternehmen bieten regionale Busverbindungen an. Daneben unterhält die Kreisverwaltung Sousel mit dem Autocarro Mão Amiga (dt. etwa: Autobus Freundschaftliche Hand) eine werktäglich funktionierende Kleinbuslinie im Kreis.

## Söhne und Töchter der Stadt
- Júlio Martins (1878–1922), Arzt und Politiker, mehrmaliger republikanischer Minister
- Manuel Assunção (* 1952), Physiker und Hochschullehrer, seit 2010 Rektor der Universität Aveiro